# NGC 3314B
NGC 3314B (również PGC 31532) – galaktyka spiralna (SA(s)c?), znajdująca się w konstelacji Hydry w odległości 140 milionów lat świetlnych od Ziemi. Została odkryta 24 marca 1835 roku przez Johna Herschela. Galaktyka ta rozciąga się na przestrzeni 70 000 lat świetlnych. NGC 3314B należy do Gromady w Hydrze.
Galaktyka NGC 3314B została odkryta wraz z galaktyką spiralną NGC 3314A. Obie galaktyki są położone na jednej linii ze Słońcem – widoczne są w tym samym miejscu na niebie. Dzieli je jednak odległość 25 milionów lat świetlnych, dlatego nie dojdzie do zderzenia tych galaktyk.
Niektóre źródła, np. serwis SEDS, jako NGC 3314B błędnie identyfikują znajdującą się nieopodal galaktykę typu E-S0 o numerze PGC 87327.